# 赣南森林铁路
赣南森林铁路，简称赣窑线，起点在赣州市章贡区湖边镇章江畔的杨梅渡站（赣州城区的准轨铁路通车前，该站就叫“赣州站”），沿线途径章贡区蟠龙镇，南康区风岗镇、唐江镇、龙华乡，上犹县油石乡、梅水乡，终点在上犹江水库边的石灰窑下（地名）的窑下站。正线长65千米。全长87公里。
多年来，因政策、市场、资源等多方面的因素，赣南森林铁路一直处于停止运营的状态。目前在林业部门的努力下，已引进资金，正着力开发独具特色的森林铁路生态旅游，其中唐江镇至上犹江水库段49公里线路尚存。是目前中国大陆仅存的一条森林铁路。

## 历史
1957年10月竣工上犹江水库建成。库区及上游的森林工业与竹业大开发，采伐的大量原木与竹子编成木排、竹排漂送至陡水坝前，翻坝运输困难。为此提出了从上犹江水库码头至赣江航道的窄轨铁路项目，1959年森林工业部批准该项目，由林业部牙克石市林业设计院设计，1960年开工。1962年2月撤销赣南森林铁路修建指挥部，成立赣南森林铁路管理局。1964年开通运营，于1964年竣工通车，1965年成立赣州地区行署赣州森林铁路管理处负责运营。1985年赣州森林铁路管理处下设22个科室及车务、机务、工务、电务、机修等10个基层单位，共有职工1290人，其中管理岗干部87人，工程技术人员46人。1984年工业总产值767.11万元。客运价0.02元/人·公里，全程客运票价1.60元。
线路限制坡度30‰。车站包括：西河站（今西河大桥与金东路路口）、赣州站（杨梅渡站，今金坪北大道）、蟠龙站（蟠龙镇）、凤岗站（凤岗）、唐江站（唐江）、龙华站（龙华）、大坑站（大坑）、油石站（油石墟）、梅水站（梅子坝）、园村站（原园村乡）、窑下站等11座。1968年在窑下站新建了上犹水泥厂，成为森铁一大货源。在赣州近郊的赣州木材厂、赣江造纸厂等森工企业也设有森铁的工厂专用线。在今杨梅渡公园设有机务段、车辆段。
配备8台哈尔滨林业机械厂制造的C2型28吨蒸汽机车。
1986年赣南国有林区开始限伐和封山育林。1990年后，竹木货源枯竭停运。1998年森铁客运停运。2004年赣州森铁处与当地旅行社合作开行了旅游专列，但经营尝试未成功。蟠龙站至窑下站区间的铁路得以保存，其中龙华站至窑下站区间能正常行车。2010年10月20日森铁机车在上犹县油石乡塘角村的损坏线路行修复和运行测试。2014年1月4日赣南森林铁路的新建站-元村站-窑下站区间约8公里再度恢复观光运营。

## 未来发展
赣州市在2018年称，计划将赣南森林小铁路改为旅游专线，始发站调整至赣州西站。

## 各方评价
- 1997年被德国蒸汽机专家称之为“目前世界上保存最完好的小蒸汽车和窄轨线路之一”
- 中科院旅游资源评估小组专家誉为“世界级旅游珍品”[4]